# Perlesta frisoni
Perlesta frisoni és una espècie d'insecte plecòpter pertanyent a la família dels pèrlids.

## Distribució geogràfica
Es troba a Nord-amèrica: Carolina del Nord, Carolina del Sud, Tennessee, Virgínia i Virgínia Occidental, incloent-hi les muntanyes Great Smoky.